# 소녀시대 (음반)
《소녀시대》는 대한민국의 음악 그룹 소녀시대의 첫 번째 정규 음반이다. 2007년 11월 1일 발매되었다. 3개의 노래를 주력으로 활동했는데, "소녀시대", "Kissing You", 그리고 "Baby Baby"가 그것이다. 그중 "Baby Baby"로 활동할 때는 이 앨범을 리패키지로 2008년 3월 13일에 재발매하기도 했다.

## 활동 사항

"Kissing You" 공연 중.

2007년 11월 1일 첫 번째 정규 앨범 《소녀시대》를 발매했다. 타이틀 곡은 "소녀시대"로, 1989년 가수 이승철이 불러 큰 인기를 얻었던 "소녀시대"를 리메이크하였다. 원곡 이승철의 "소녀시대"가 거칠고 남성적인 느낌이 강했다면 소녀시대의 "소녀시대"는 좀 더 소녀다운 발랄함과 밝은 느낌으로 재탄생하였고, 편곡은 작곡가 켄지 (Kenzie)가 담당하였다. 1980~90년대에 사랑을 많이 받은 곡이기 때문에 "소녀시대"는 중장년층에게 익숙하게 다가갈 수 있었고, 그리고 소녀시대의 그룹 이름도 많이 알릴 수 있는 기회였다.
11월 1일 Mnet 《엠 카운트다운》에서 첫 방송을 시작으로 많은 무대에 서며 소녀시대를 알렸고, 마침내 11월 25일 "소녀시대"로 SBS 《인기가요》에서 뮤티즌 송을 수상하며, 데뷔 3달 만에 공중파 음악 프로그램에서 1위를 수상하였다. "소녀시대"의 후렴구에 귀엽게 추는 앙탈춤도 주목을 받았다. 그리고 소녀시대는 12월 14일 제22회《골든디스크》에서 신인상, 2008년 1월 31일 제17회《서울 가요 대상》신인상 등 각종 시상식에서 신인상을 휩쓸었다.
그리고 2008년 1월 13일부터는 후속곡 "Kissing You"를 선보였는데, 막대 사탕을 이용한 깜찍한 안무를 통해 사랑을 받으며 각종 음악 프로그램에서 1위 수상을 하였다. 특히 2월 29일 KBS 2TV 《뮤직뱅크》에서는 처음으로 1위(2월 통합 차트)를 하였는데, 다른 스케줄을 마치고 오는 도중 교통 정체로 인해 생방송 펑크를 낼 뻔한 사고를 겪어 더 많은 눈물을 흘리기도 했다.
"소녀시대"와 "Kissing You"의 인기에 힘입어 소녀시대는 3월 13일 리패키지로 재발매하였고, 1집 앨범 총 판매량이 12만 장을 넘기며 2년 만에 10만 장을 넘긴 여성 가수로 기록을 남기기도 하였다. 그리고 4월 10일 Mnet《엠 카운트다운》에서 "Baby Baby"가 1위를 하면서 첫 번째 정규 앨범으로 활동한 모든 곡이 1위 수상을 하는 진기록을 펼치기도 하였다. 4월 13일 SBS《인기 가요》를 마지막으로 첫 번째 정규 앨범 활동을 마무리했다.

## 특징
- 타이틀 곡은 "소녀시대"이고, 후속곡은 "Kissing You", "Baby Baby"이다.
- 1번 트랙 "소녀시대"로 데뷔후 공중파에서 첫 1위를 하였다.
- 5번 트랙 "Kissing You" 무대에서는 막대 사탕 소품을 이용하였고 덩달아 '막대 사탕 춤'도 큰 인기를 얻었다.[11] 그리고 뮤직 비디오에는 슈퍼주니어 동해가 등장한다.[12]
- 10번 트랙 "Honey (소원)"는 첫 번째 싱글 앨범〈다시 만난 세계 (Into The New World)〉의 3번 트랙 "Perfect for You (소원)"와 같은 곡이며 정규 앨범에 수록되면서 이름을 변경하였다.

## 수상
| 음악 프로그램 |
| --- |
| - "소녀시대" - 2007년 11월 25일 SBS《인기가요》뮤티즌송 - 2007년 12월 2일 SBS《인기가요》뮤티즌송 - 2007년 12월 6일 Mnet《엠카운트다운》1위 - 2007년 12월 20일 Mnet《엠카운트다운》1위 - "Kissing You" - 2008년 2월 3일 SBS《인기가요》뮤티즌송 - 2008년 2월 14일 Mnet《엠카운트다운》1위 - 2008년 2월 17일 SBS《인기가요》뮤티즌송 - 2008년 2월 28일 Mnet《엠카운트다운》1위 - 2008년 2월 29일 KBS《뮤직뱅크》2월 통합차트 1위 |
| 시상식 |
| - 2007년 12월 11일 제15회《대한민국 문화연예대상》신세대 신인 가수상 - 2007년 12월 14일 제22회《골든디스크》Talk play love Anycall 신인상 - 2007년 12월 14일 제22회《골든디스크》Talk play love 인기상 - 2008년 1월 31일 제17회《서울 가요 대상》신인가수상 - 2008년 1월 31일 제17회《서울 가요 대상》하이원뮤직상 - 2008년 8월 23일 Mnet《20's Choice》핫 스위트 뮤직상                                                        |

| 음악 프로그램                                                      |
| ------------------------------------------------------------------ |
| - "Baby Baby" - 2008년 4월 10일 Mnet《엠카운트다운》1위            |
| 시상식                                                             |
| - 2008년 11월 12일 제15회《대한민국 연예예술상》시상식 여자 그룹상 |

## 수록 곡 목록
| #            | 제목                                    | 작사                | 작곡                                                   | 편곡         | 재생 시간 |
| ------------ | --------------------------------------- | ------------------- | ------------------------------------------------------ | ------------ | --------- |
| 1.           | 〈소녀시대〉                            | 이승철              | 송재준                                                 | 켄지         | 3:50      |
| 2.           | 〈Ooh La-La!〉                          | 윤효상              | Steve Lee                                              | 안익수       | 3:54      |
| 3.           | 〈Baby Baby〉                           | 황성제(BJJ), 유제니 | 황성제                                                 | 황성제       | 3:10      |
| 4.           | 〈Complete〉                            | 조윤경              | Jan Lysdahl, Ingrid Skretting                          | 홍석         | 3:55      |
| 5.           | 〈Kissing You〉                         | 이재명, 권윤정      | 이재명                                                 | 이재명       | 3:18      |
| 6.           | 〈Merry-go-round〉                      | 김정배              | 켄지                                                   | 켄지         | 3:13      |
| 7.           | 〈그대를 부르면〉 (Tears)               | 김석현(Avenue47)    | 박기완(Avenue47)                                       | 박기완       | 3:52      |
| 8.           | 〈Tinkerbell〉                          | 조윤경              | Ingrid Skretting                                       | 켄지         | 2:54      |
| 9.           | 〈7989〉 (강타&태연)                    | 강타                | 강타                                                   | 강타         | 3:51      |
| 10.          | 〈Honey〉 (소원)                        | 권윤정              | Ingrid Skretting(Warner/Chappell Music Scandinavia AB) | 켄지         | 3:12      |
| 11.          | 〈다시 만난 세계〉 (Into The New World) | 김정배              | 켄지                                                   | 켄지         | 4:25      |
| 총 재생 시간 | 총 재생 시간                            | 총 재생 시간        | 총 재생 시간                                           | 총 재생 시간 | 39:34     |